# Gökçe Yurdakul

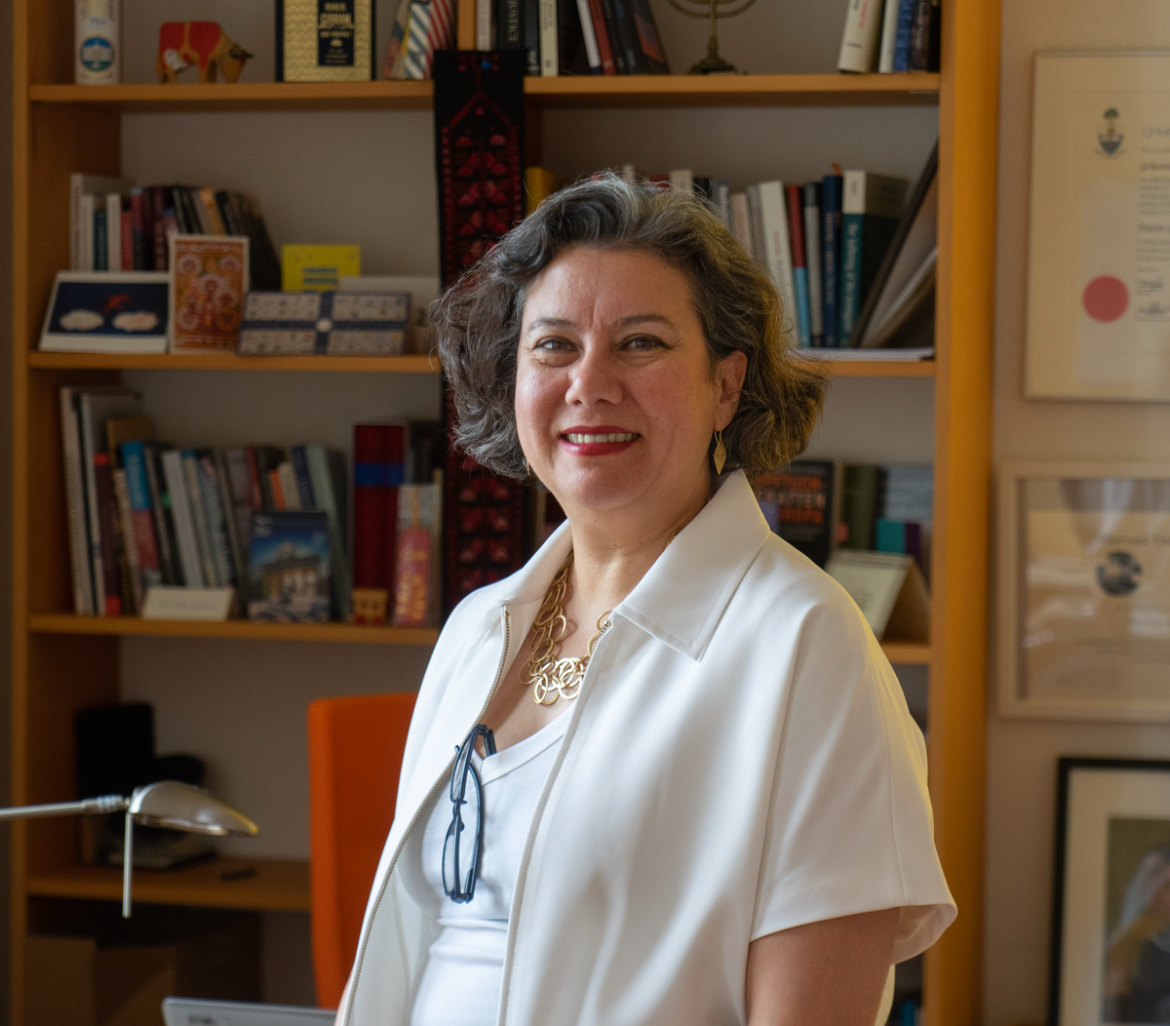
Gökçe Yurdakul (2025)

Gökçe Yurdakul (* 1974 in Istanbul) ist eine türkische Soziologin. Sie ist seit 2009 Georg-Simmel-Professorin für „Diversity und Social Conflict“ am Institut für Sozialwissenschaften der Humboldt-Universität zu Berlin, welches sie von 2019 bis 2021 leitete. Von 2023 bis 2024 war sie Direktorin am Berliner Institut für empirische Integrations- und Migrationsforschung (BIM). 

## Werdegang
Gökçe Yurdakul wurde 1974 in Istanbul geboren.
Von 1991 bis 1995 studierte Yurdakul an der Bogazici University in Istanbul Soziologie. 1995 wechselte sie nach Abschluss ihres Bachelorstudiums in Istanbul an die Middle East Technical University in Ankara und studierte dort Gender und Women’s Studies bis 1998. Das Studium in Ankara schloss sie mit einem Master ab. Von 1999 bis 2006 promovierte sie an der University of Toronto. Ihre Doktorarbeit trägt den Titel Mobilizing Kreuzberg: Political Representation, Immigrant Incorporation and Turkish Associations in Berlin. Nach Abschluss ihrer Dissertation übernahm sie von 2006 bis 2007 eine Assistenzprofessur an der Brock University in Ontario, Kanada und daraufhin von 2007 bis 2008 eine Stelle als Lecturer an der Trinity College Dublin.
2009 habilitierte sie sich mit der Schrift From Guest workers into Muslims: Turkish Immigrant Associations in Germany und kam an das Institut für Sozialwissenschaften an der Humboldt-Universität zu Berlin. Dort hatte sie bis 2013 eine assoziierte Professur am Lehrbereich für „Diversity und Social Conflict“ inne, bis sie im selben Jahr die Leitung des Lehrstuhls übernommen und eine volle W3-Professur erhielt.
2019 war Yurdakul Visiting Fellow am Weatherhead Center for International Affairs an der Harvard University in den USA.  Im Jahr 2025 wurde ihr ein Advanced Grant des European Research Council (ERC) verliehen.

## Schriften (Auswahl)
- Mobilizing Kreuzberg: Political Representation, Immigrant Incorporation and Turkish Associations in Berlin. ProQuest Dissertations Publishing 2006.
- Gökce Yurdakul, Y. Michal Bodemann (Hrsg.): Staatsbürgerschaft, Migration und Minderheiten : Inklusion und Ausgrenzungsstrategien im Vergleich. Übersetzung Sungur Bentürk. Wiesbaden : VS, 2010 ISBN 978-3-531-17028-2 (zuerst englisch 2006)
- From Guest workers into Muslims: Turkish Immigrant Associations in Germany. Cambridge Scholars Press, Newcastle 2009.
- mit Anna Korteweg: The Headscarf Debates: Conflict of Belonging in National Narratives. Stanford University Press, Stanford 2014.
  - deutsche Übersetzung: Kopftuch-Debatten in Europa: Konflikte um Zugehörigkeit in nationalen Narrativen. transcript Verlag, Bielefeld 2016.